# Until Strawberry Sherbet
Until Strawberry Sherbet è un brano musicale di Megumi Hayashibara, scritto da Mamie D. Lee e Omori Toshiyuki, e pubblicato come singolo il 25 maggio 1994 dalla Starchild. Il brano è stato incluso negli album della Hayashibara SpHERE, Enfleurage e nella raccolta Vintage S. Il singolo raggiunse la quarantaduesima posizione della classifica settimanale Oricon, e rimase in classifica per due settimane, vendendo 15 320 copie.
Until Strawberry SherbetUp è stato utilizzato come sigla di apertura del drama radiofonico ispirato alla serie manga ed anime Bakuretsu Hunter, dove tra l'altro Megumi hayashibara doppiava il personaggio di Tira Misu, una delle protagoniste della serie. Il lato B del singolo, Sunday Afternoon è invece la seconda sigla di chiusura del drama.

## Tracce
CD singolo KIDA-81
1. Until Strawberry Sherbet - 4:59
2. Sunday Afternoon - 4:22
3. Until Strawberry Sherbet (Original Karaoke) - 4:59
4. Sunday Afternoon (Original Karaoke) - 4:22

Durata totale: 18:43

## Classifiche
| Classifica (1994)                        | Posizione più alta |
| ---------------------------------------- | ------------------ |
| Giappone (Classifica settimanale Oricon) | 42                 |